# Cabo Jeremy
El cabo Jeremy es un  cabo de Antártida que marca el lado este de la entrada norte al canal Jorge VI y el extremo oeste de la línea que divide la Tierra de Graham de la Tierra de Palmer. Fue descubierto por la Expedición Británica a la Tierra de Graham (1934-1937), dirigida por John Rymill, quien lo nombró por Jeremy Scott, hijo de James Maurice Scott, quien sirvió como agente local para la expedición y anteriormente fue un miembro de la Expedición británica de la ruta aérea del Ártico.